# Gheorghe Ucenescu

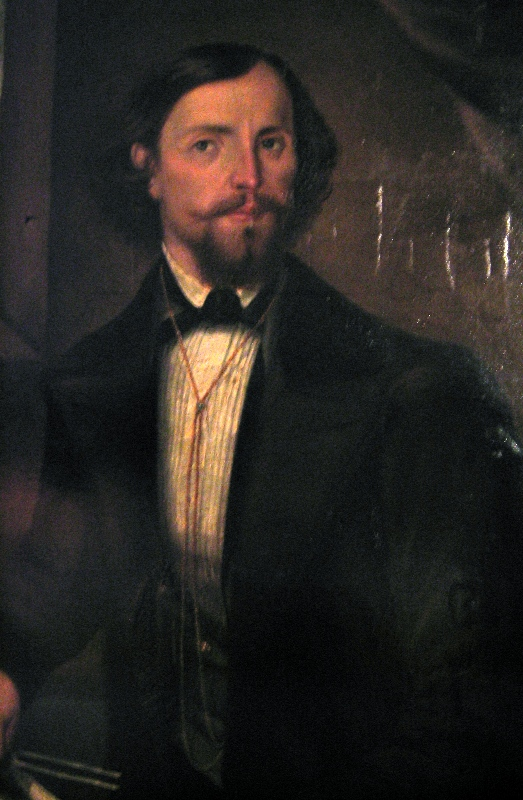
Gheorghe Ucenescu

Gheorghe Ucenescu (* 20. April 1830 in Cisnădie, Kreis Sibiu; † 25. Januar 1896 in Brașov) war ein rumänischer Sänger, Komponist, Kopist, Herausgeber, Kalligraph und Musiklehrer am ersten rumänischen Gymnasium in Brașov. Er ist der mutmaßliche Urheber der Musik der rumänischen Nationalhymne Deșteaptă-te, române!.

## Leben und Wirken
Gheorghe Uncenescu wurde in Cisnădie geboren, zog aber früh nach Brașov. Nach seinem Schulabschluss an dem Gymnasium der Şcheii Braşovului, studierte er von 1851 bis 1853 in Bukarest bei Anton Pann die Fächer Kirchenmusik und Typografie als Stipendiat der St.-Nicolaus-Kirche von Brașov.
Von 1843 bis 1888 nahm Uncenescu unterschiedliche Tätigkeiten in Brașov wahr, so als Kantor der Dreifaltigkeitskirche, als Lehrer für Kirchenlieder an der Şcoala de normă sowie als Musiklehrer am dortigen Gymnasium. 1844 diente Ucenescu während der Rumänischen Revolution im Rang eines Unteroffiziers. 1850 heiratete er in der Sankt-Nikolai-Kirche in Bukarest.
Ucenescu schrieb liturgische Musik, didaktische Werke und gab  volkskundliche Liedersammlungen (567 Psalter, Stern- und Weihnachtslieder) heraus. Zudem veröffentlichte er um 1880 eine Liedersammlung in byzantinischer Neumenschrift mit türkisch beeinflussten Manelemelodien. Er ist der wahrscheinliche Urheber der Melodie der rumänischen Nationalhymne. Der Text wurde im Juni 1848 von Andrei Mureşanu geschrieben, ausgehend von einer alten rumänischen Romanze, die ihm Ucenescu vorsang. Die Melodie des Liedes Din sânul maicii mele sollte später als Grundlage für Mureşanus Text dienen.
Ucenenescu war bis zu seinem Lebensende an der St.-Nikolaus-Kirche in Brașov beschäftigt.